# Lista över Mauretaniens statsöverhuvuden
Detta är en lista över Mauretaniens statsöverhuvuden.
| Namn                         | Ämbetsperiod                       | Titel                                                                        |
| ---------------------------- | ---------------------------------- | ---------------------------------------------------------------------------- |
| Moktar Ould Daddah           | 28 november 1960 – 20 augusti 1961 | Tillförordnad statschef                                                      |
| Moktar Ould Daddah           | 20 augusti 1961 – 10 juli 1978     | Statschef                                                                    |
| Mustafa Ould Salek           | 10 juli 1978 – 6 april 1979        | Statschef och ordförande för militära kommittén för nationell återuppbyggnad |
| Mustafa Ould Salek           | 6 april – 3 juni 1979              | Statschef och ordförande för militära kommittén för nationell räddning       |
| Mohamed Mahmoud Ould Louly   | 3 juni 1979 – 4 januari 1980       | Statschef och ordförande för militära kommittén för nationell räddning       |
| Mohamed Khouna Ould Haidalla | 4 januari 1980 – 12 december 1984  | Statschef och ordförande för militära kommittén för nationell räddning       |
| Maaouya Ould Sid'Ahmed Taya  | 12 december 1984 – 18 april 1992   | Statschef och ordförande för militära kommittén för nationell räddning       |
| Maaouya Ould Sid'Ahmed Taya  | 18 april 1992 – 3 augusti 2005     | President                                                                    |
| Ely Ould Mohamed Vall        | 3 augusti 2005 – 19 april 2007     | Statschef och ordförande för militära kommittén för rättvisa och demokrati   |
| Sidi Ould Cheikh Abdallahi   | 19 april 2007 – 6 augusti 2008     | President                                                                    |
| Muhammad Ould Abdel Aziz     | 6 augusti 2008 – 15 april 2009     | Ordförande för det statliga rådet                                            |
| Ba Mamadou Mbaré             | 15 april 2009 – 5 augusti 2009     | Tillförordnad president                                                      |
| Muhammad Ould Abdel Aziz     | 5 augusti 2009 – 1 augusti 2019    | President                                                                    |
| Mohamed Ould Ghazouani       | 1 augusti 2019 –                   | President                                                                    |